# Ilija Jakovljević (hrvatski književnik)
Ilija Jakovljević (Mostar 21. listopada 1898. – Zagreb 28. listopada 1948.) (zatvor Glavnjača u Beogradu??) bio je hrvatski književnik, odvjetnik i novinar iz BiH. Pisao je pjesme, romane, pripovijetke, podlistke i književne kritike.

## Životopis
Ilija Jakovljević rodio se u Mostaru od oca Marka i majke Kate rođ. Vuković. Osnovnu školu i gimnaziju pohađa u Mostaru (1909. – 1915.) a po završetku sedmog i osmog razreda gimnazije u Sarajevu (1916. – 1917.) i studija prava u Zagrebu (1918. – 1926.), gdje je 31. svibnja 1929. godine i doktorirao - vodio je samostalni odvjetnički ured i sudjeluje u većim sudskim procesima (Hranilović-Soldin, Kerestinečki proces, Lički proces, Proces redovnicima samostana Sv. Vinka).
Između dva rata bavio se novinarstvom te pisao književne kritike. Objavljivao je pjesme i pripovijetke, a od 1940. godine bio je predsjednik Društva hrvatskih književnika, te uređuje časopis Savremenik.
Kao novinar, kritičar i feljtonist surađuje u listovima i časopisima Luč, Dom i svijet, Narodna politika, Narodna sloboda, Narodna straža, Evolucija, Revija mladih, Hrvatska obrana, Hrvatska prosvjeta, Omladina, Seljačka mladica te je od rujna 1936. godine bio glavni urednik Hrvatskog dnevnika (u kome su još radili Mirko Glojnarić, Šime Balen, Milan Leskovar...), do 10. travnja 1941. godine kad su sve novine zabranjene.
Bio je hrvatski intelektualac kršćanskog svjetonazora koji je simpatizirao ideje Hrvatske seljačke stranke. Kad je Ante Pavelić došao na vlast predložio je Iliji (kao eminentnom hrvatskom intelektualcu) da se pridruži ustaškoj vladi - što je ovaj uredno odbio i time je kasnije dospio u logor u Staroj Gradiški. Jakovljević je 13. listopada 1941. godine upućen u logor zajedno sa skupinom hrvatskih intelektualaca i uglednika (Antun Barac, Josip Badalić, Grga Novak, Mirko Deanović, Mirko Breyer, Lujo Tomašić...) a iz logora je izašao 23. prosinca 1942. godine. Zbog prijetnje ponovnog uhićenja od ustaške vlasti 21. rujna 1944. godine odlazi u partizane. Nakon Drugog svjetskog rata ponovno otvara odvjetničku pisarnicu u Zagrebu, kratko surađuje u Vjesniku i objavljuje knjigu Lirika nevremena - o bolnom logoraškom iskustvu. Ipak, taj čovjek koji je za sebe govorio da ga nikad nije “privlačila aureola mučeništva” ostao je principijelan pa ga nova vlast zbog kršćanskog svjetonazora ubrzo opet šalje u zatvor - gdje je 1948. godine navodno počinio samoubojstvo.

## Djela
- Studije i feljtoni, Zagreb, (1919.)
- Zavičaj, Osijek, (pripovijetke, 1923.)
- Na raskrsnici, Zagreb, (roman, 1926.)
- Hercegovke, Zagreb, (pripovijetke, 1927.)
- Otrov uspomena, Zagreb, (pjesme, 1940.)
- U mraku, Zagreb, (roman, 1945.)
- Lirika nevremena, (pjesme, Zagreb 1945., Sarajevo 1982., 1984.)
- Ponoćka (igrokaz)
- Konclogor na Savi, Zagreb, (memoarska proza, 1999.)

### U ostavštini
- Opterećeni (neobjavljeni roman)

## Vanjske poveznice
- Vlado Lončarević, Ilija Jakovljević - Hrvatska žrtva totalitarizma XX. stoljeća. Uz 110. obljetnicu rođenja i 60. obljetnicu smrti
- crosbi.znanstvenici.hr (kratki sažetak)